# San Alfonso del Mar

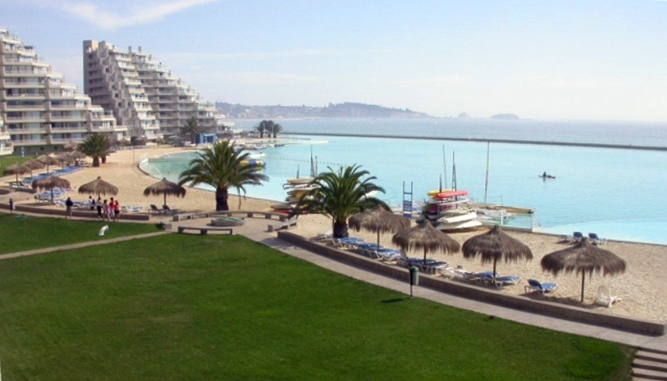
San Alfonso del Mar

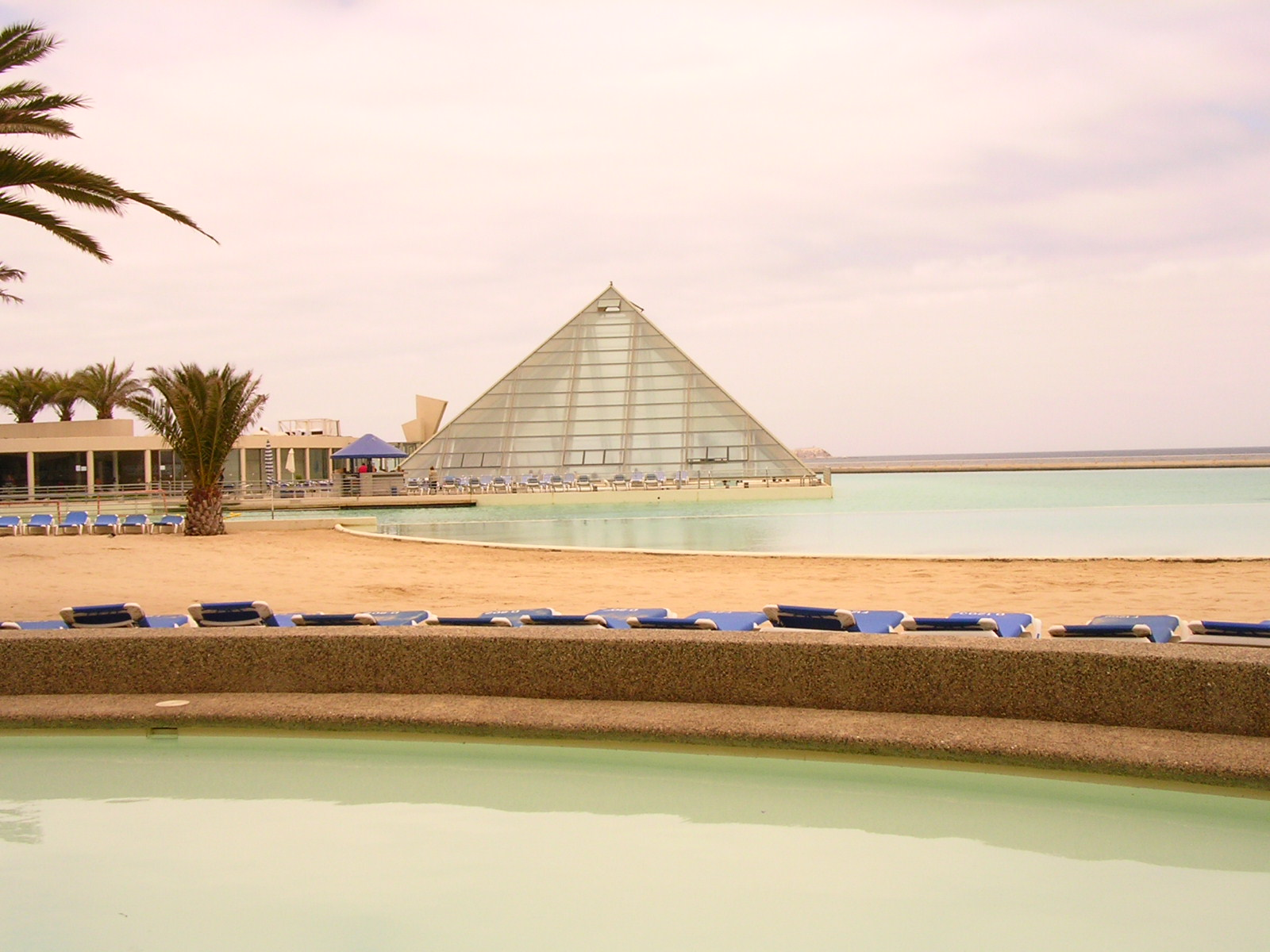
San Alfonso del Mar

San Alfonso del Mar là một khu nghỉ mát tư nhân ở Algarrobo, Chile, khoảng 100 km (62 dặm) về phía tây của thủ đô Santiago. Khu nghỉ mát này được công nhận là có hồ bơi lớn nhất thế giới. Hồ bơi dài 1.013 m (3.323 foot), diện tích 8 ha (20 mẫu), chứa khoảng 250 triệu lít (66 triệu galông Mỹ) nước biển, với độ sâu tối đa 3,5 m (11,5 ft). Nước được bơm từ biển Thái Bình Dương, được lọc và xử lý. Nước của bể bơi luôn được duy trì ở nhiệt độ 26 độ C trong suốt mùa hè, cao hơn gần 10 độ so với nước biển thật ở ngay bên ngoài.
Xung quanh bể bơi có những đường bờ biển nhân tạo hình bán nguyệt với bãi cát trắng. Người ta có thể bơi thuyền và lái cano thoải mái bên trong bể bơi.
Hồ được chia ra thành nhiều khu khác nhau. Điển hình như khu vực có nước ngầm phun lên; khu chơi bạt lò xo trên mặt nước; hồ bơi nằm trong kim tự tháp bằng kính; bãi biển nhân tạo có cát; thuyền buồm và kayak cùng bến đậu.
Hồ bơi được phát triển bởi "Fernando Fischmann" công ty Chile của ông Crystal Lagoons xây dựng hồ bơi, mở cửa vào tháng 12 năm 2006 khi dự toán đầu đưa tổng chi phí xây dựng vào khoảng khoảng 3,5 triệu USD cho riêng hệ thống lọc nước, ước tính chi phí gần đây hơn là trong khoảng 1,5 tỷ USD để 2 tỷ USD tổng xây dựng và gần 4 triệu USD trong việc bảo trì hàng năm.